# Encyrtus infidus
Encyrtus infidus är en stekelart som först beskrevs av Rossi 1790.  Encyrtus infidus ingår i släktet Encyrtus och familjen sköldlussteklar. Arten är reproducerande i Sverige. Inga underarter finns listade i Catalogue of Life.